# N'De Caroline Yapi
N'De Caroline Yapi, née le 13 janvier 1999, est une lutteuse ivoirienne.

## Carrière
N'De Caroline Yapi remporte dans les épreuves de lutte africaine féminine des Jeux de la Francophonie de 2017 à Abidjan la médaille d'argent par équipes ainsi que la médaille de bronze dans la catégorie des moins de 45 kg,.
Elle est médaillée de bronze en lutte libre féminine dans la catégorie des moins de 50 kg aux Jeux africains de 2019
Elle est médaillée d'argent en lutte libre dans la catégorie des moins de 50 kg ainsi que médaillée d'or en lutte africaine dans la catégorie des moins de 48 kg aux Jeux de la Francophonie de 2023 à Kinshasa.